# Villa Hochschild

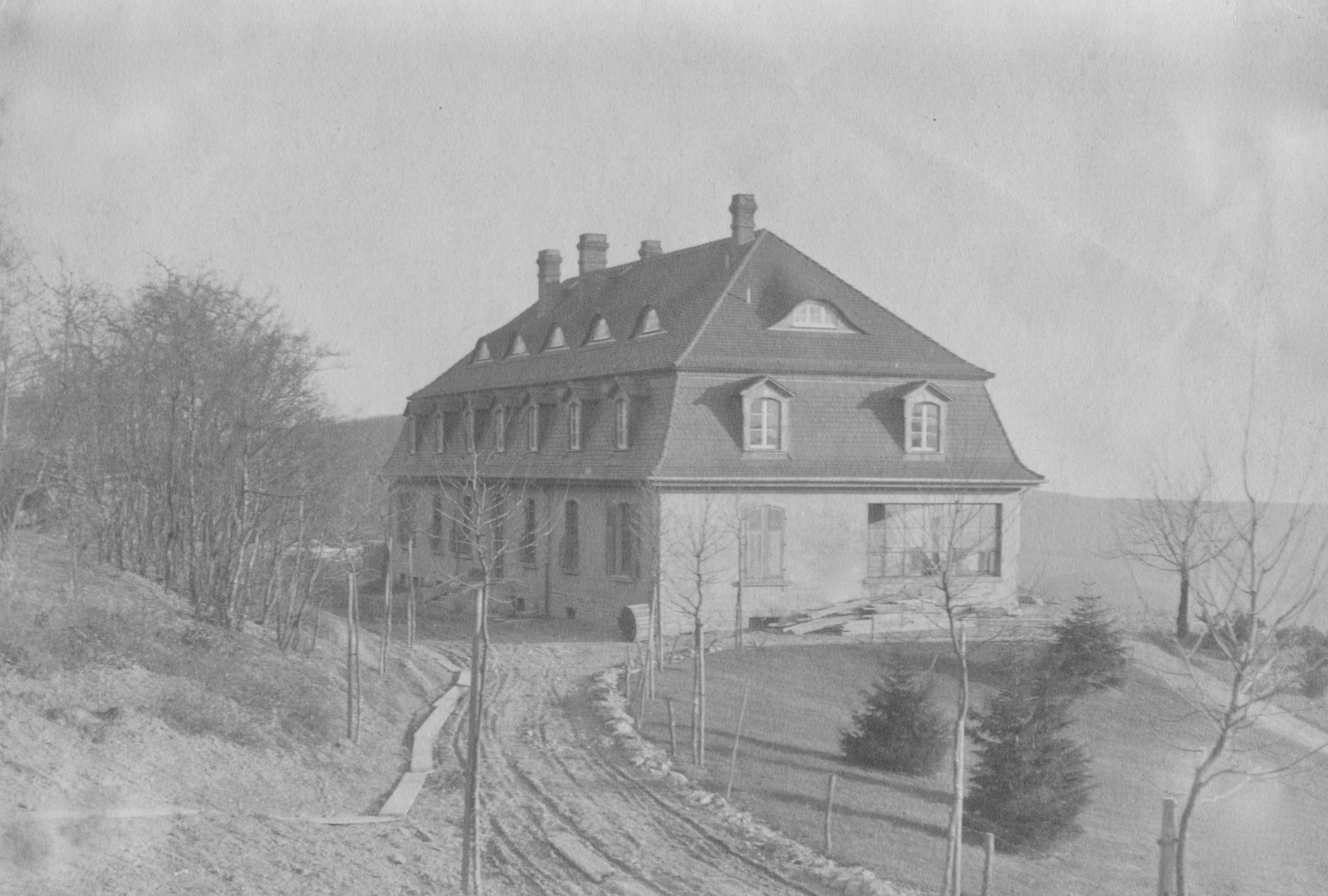
Das Landhaus Die Höhe in Eppenhain im Taunus, Ansicht aus nördlicher Richtung gen Süden, ca. 1912/13

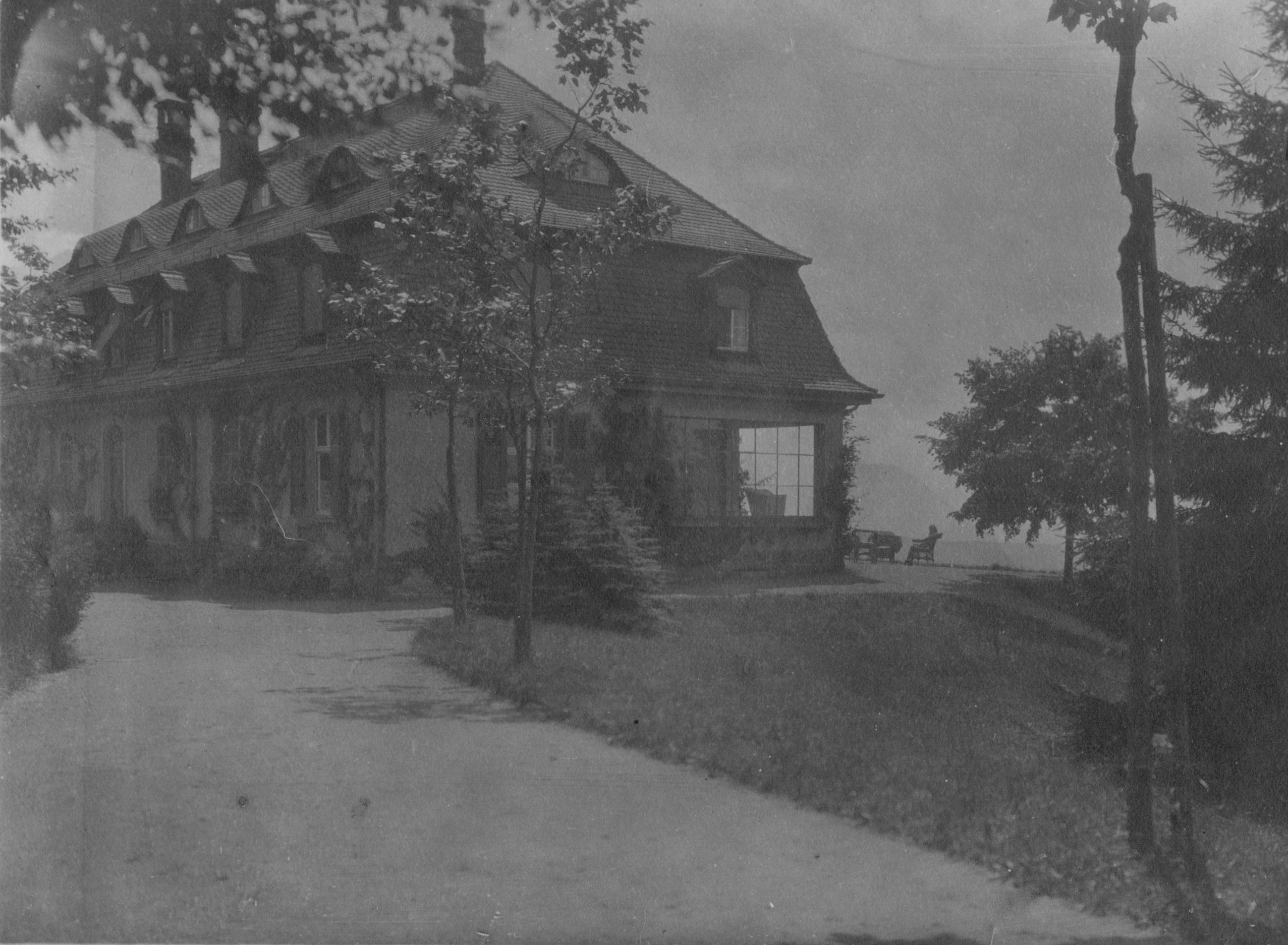
Landhaus Die Höhe, 1920er Jahre

Die Villa Hochschild, zeitgenössisch als Die Höhe bzw. mundartlich als Die Höh’ bezeichnet, ist ein heute unter Denkmalschutz stehendes Wohngebäude in Eppenhain im Taunus in Hessen. Die Gründerzeit- bzw. Historismus-Villa des Frankfurter Unternehmers Zachary Hochschild wurde 1911–1912 südlich des Taunushauptkamms errichtet, nordwestlich des kleinen Ortskerns, am westlichen Ausläufer des Atzelberges, an den Gemeindewald Atzelberg angrenzend.

## Charakterisierung

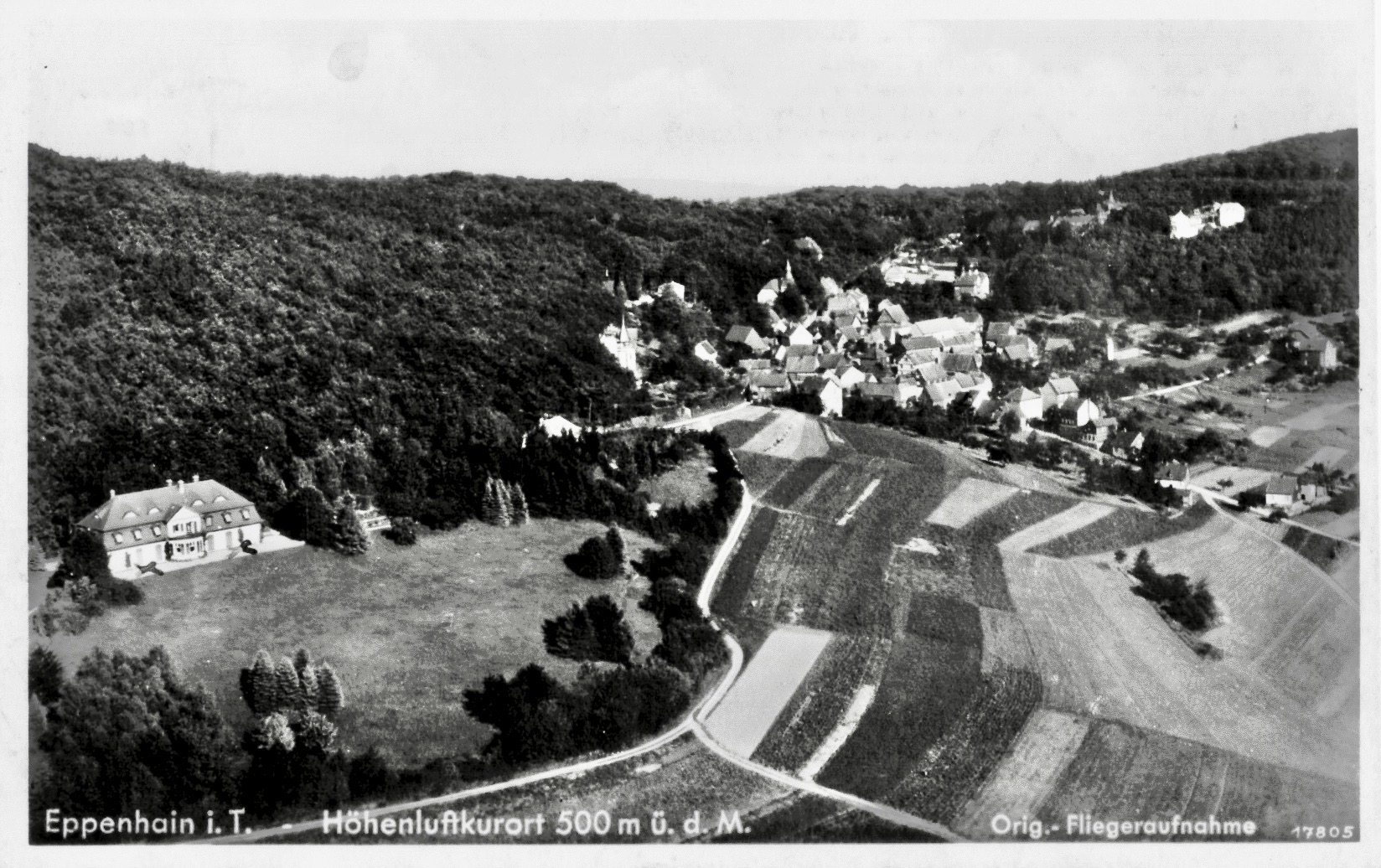
Landhaus Die Höhe (links) des Zachary Hochschild mit dem Ortskern (rechte Bildhälfte) von Eppenhain im Taunus, zeitgenössische Ansichtspostkarte, um 1935

Das dezidiert als Landhaus geplante, an ein Herrenhaus und ansatzweise an eine barocke Sommerresidenz erinnernde herrschaftliche Hauptgebäude Die Höhe steht in Bezug zur umgebenden hügeligen und waldreichen Landschaft. Die Auswahl des Grundstücks an einem Berghang und am Waldrand außerhalb des Ortskerns bietet eine sonnige Lage mit südwestlicher Ausrichtung und erlaubt von der Terrasse des Landhauses einen guten Fernblick. Die Parkseite des Gebäudes bietet direkten Zugang zu einem mit Gras bewachsenen Hang geringen Gefälles, während der Zufahrtsweg rückseitig angelegt wurde.
Die Fassade des eingeschossigen, breit gelagerten Baukörpers wurde auf der Parkseite repräsentativ gestaltet. Sie weist eine gleichmäßige Reihung von Fenstertüren mit Segmentbögen auf, darüber ein hohes ausgebautes Mansarddach, das in seinem unteren Bereich mit Satteldach-, im oberen mit Fledermausgauben besetzt ist.
Der als zweiachsiges Zwerchhaus hochgezogene Mittelrisalit ist mit einem Dreiecksgiebel versehen. Der dem Erdgeschoss an dieser Stelle vorgelegte halbrunde Anbau mit gleicher Fensterreihung dient in der Dachzone als Altan. Der Eingangsbereich auf der Rückseite ist deutlich schlichter ohne Risalit ausgeführt, vor dem mittig angeordneten Eingangsportal befindet sich eine kleine Treppenanlage.
Das Grundstück verfügt über einen weitläufigen Park mit altem Baumbestand, in dem sich seit den 1910er Jahren ein vierflügeliger Gutshof mit Toranlage befindet, im Zentrum des Innenhofes ein Brunnen mit Frauenskulptur. Außerdem wurde nordöstlich des Landhauses am Waldrand ein höher als das Hauptgebäude gelegener Aussichtstempel und eine überdachte Ziehbrunnenanlage errichtet. Zeitgenössische Laternen standen an den Wegen des weitläufigen Parkgeländes.
Als Villa Hochschild ist sowohl das Landhaus als auch der zugehörige Gutshof inkl. Anwesen heute aus historischen und künstlerischen Gründen als Kulturdenkmal ausgewiesen.

## Bauherr, Architekt
Der in Frankfurt am Main ansässige und beruflich für die Metallgesellschaft AG, die Metallurgische Gesellschaft AG und die Berg- und Metallbank AG tätige Unternehmer und Königliche Kommerzienrat Zachary Hochschild gab das Landhaus für seine Familie als außerhalb der Großstadt liegende Sommerresidenz bei dem in Frankfurt ansässigen Architekten Otto Bäppler in Auftrag, außerdem einen dazugehörigen vierflügeligen Gutshof.
In der Stadt Frankfurt unterhielt die Familie zwei weitere Domizile in der Friedberger Anlage 29 am Bethmannpark, im Zweiten Weltkrieg durch alliierte Bombenangriffe zerstört, und das heute ebenfalls unter Denkmalschutz stehende spätklassizistische Wohngebäude Feuerbachstraße 19 im Westend.

## Geschichte
Die veröffentlichten Angaben zum Baujahr der Villa Hochschild schwanken zwischen 1910 und 1914; der erhaltene Bauschein mit der Genehmigung des Königlichen Landrats datiert auf den 27. Mai 1911, die erhaltenen Baupläne des Architekten weisen alle das Jahr 1911 aus, das retrospektiv nach dem Zweiten Weltkrieg verfasste Dorf- und Hausbuch der Gemeinde hingegen das Jahr 1913. Es ist davon auszugehen, dass der Bau des Landhauses 1911/12 begonnen wurde, der Bau des zugehörigen Gutshofes 1912.

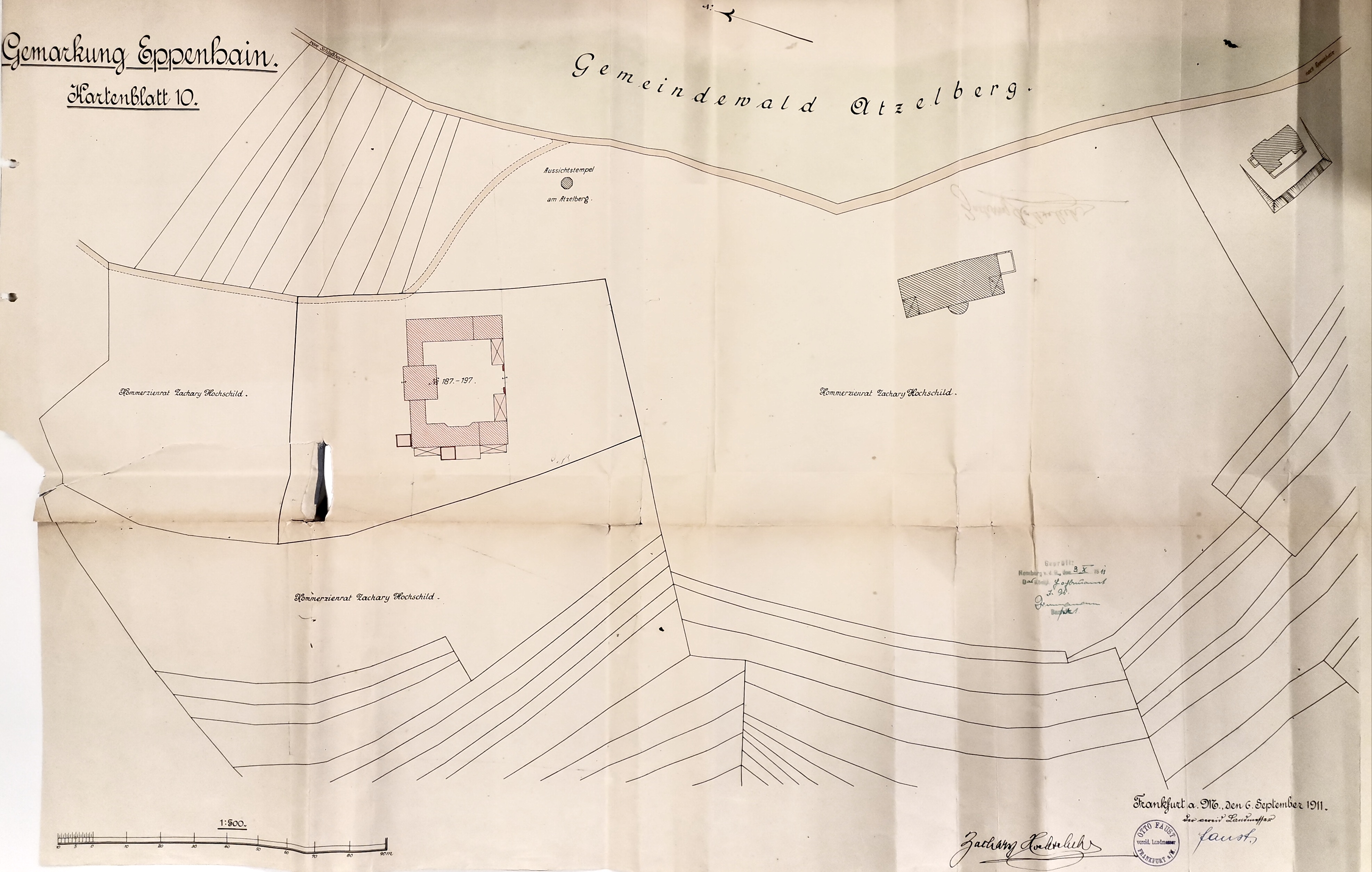
Flurplanausschnitt: Anwesen des Zachary Hochschild mit Landhaus, Gutshof und Aussichtstempel in Eppenhain, 1911

Zachary Hochschild erwarb in der Gemarkung Eppenhain im Taunus ein weitläufiges Grundstück, das zuvor als unfruchtbares Ackerland ausgewiesen war.
Die Entscheidung zum Erwerb des Grundstücks (Flur 10, Flurstück 241/2, 241/3) und zur Errichtung des Landhauses fiel zu einem Zeitpunkt, als die Frankfurter den Taunus bereits als Ausflugs- und Erholungsziel nutzten. Der kleinen Gemeinde Eppenhain war sehr daran gelegen, städtische Ausflügler und Gutverdiener in der so genannten Sommerfrische beherbergen und bewirten zu dürfen, aber sie auch als dauerhaft dort residierende Nachbarn zu begrüßen, da es ihr an Wirtschaftskraft mangelte.
Das Areal habe Zachary Hochschild für 160.000 Goldmark erworben; jährlich seien 13.000 Goldmark Grundsteuern zu entrichten gewesen. Auf dem Gelände in Hanglage wurde ausweislich der Baupläne Boden abgetragen, um das Terrain für den Bau einzuebnen. Das Landhaus sei für rund 1 Million Goldmark errichtet worden, ausgeführt durch die Baufirma Marnet aus Königstein im Taunus. Es ist davon auszugehen, dass der genannte Betrag eine Gesamtsumme darstellt, welche die Errichtung des Gutshofes beinhaltet. Die erwähnten Beträge stellten damals enorme Summen dar, die nur sehr wohlhabende Großbürger aufbringen konnten, vor allem auch die Fixkosten inklusive des Unterhalts für das vielköpfige Hauspersonal.
Dem retrospektiv erst nach dem Zweiten Weltkrieg verfassten Eintrag im Dorf- und Hausbuch der Gemeinde Eppenhain zufolge habe das Landhaus nach dem Tod des Bauherrn im Dezember 1912 und während des Ersten Weltkrieges noch leergestanden. Erst ab 1924 bis 1931 sei es dann während der warmen Zeit des Jahres vor allem von Mai bis September genutzt worden. Im Gegensatz dazu wurde familiär überliefert, dass Zachary Hochschilds Witwe Philippine (geboren am 7. Juli 1859 in Frankfurt am Main; gestorben am 28. Dezember 1931 ebenda) das Areal während des Ersten Weltkrieges für die Rekonvaleszenz verwundeter Frontsoldaten geöffnet habe, u. a. möglicherweise temporär betreut durch deren jüngste Tochter, die staatlich geprüfte Krankenpflegerin Anna Sara Hochschild. Ein Foto, das 1919 oder 1922 entstanden sein muss, zeigt auf der mit Gartenstühlen, Polsterauflagen und Gartentischen bestückten Terrasse des Landhauses den Schwiegersohn Paul Reiner mit seiner zweiten oder dritten Tochter als Baby auf dem Arm. Das Landhaus wurde demzufolge auf jeden Fall seit dem Ende des Ersten Weltkrieges privat genutzt.

### Landhaus

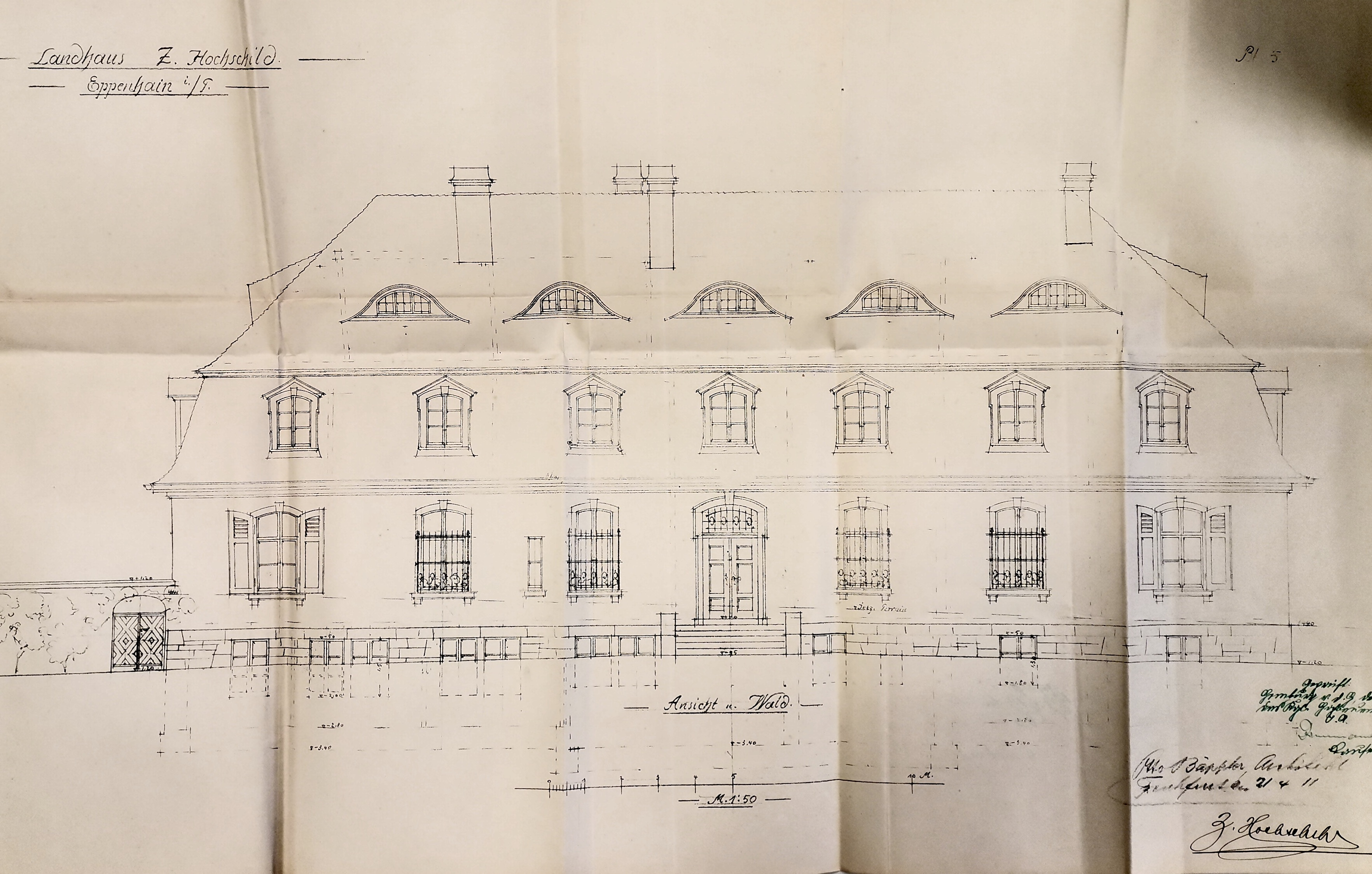
Zufahrt, Eingangsportal mit kleiner Treppenanlage (Ansicht vom Wald)
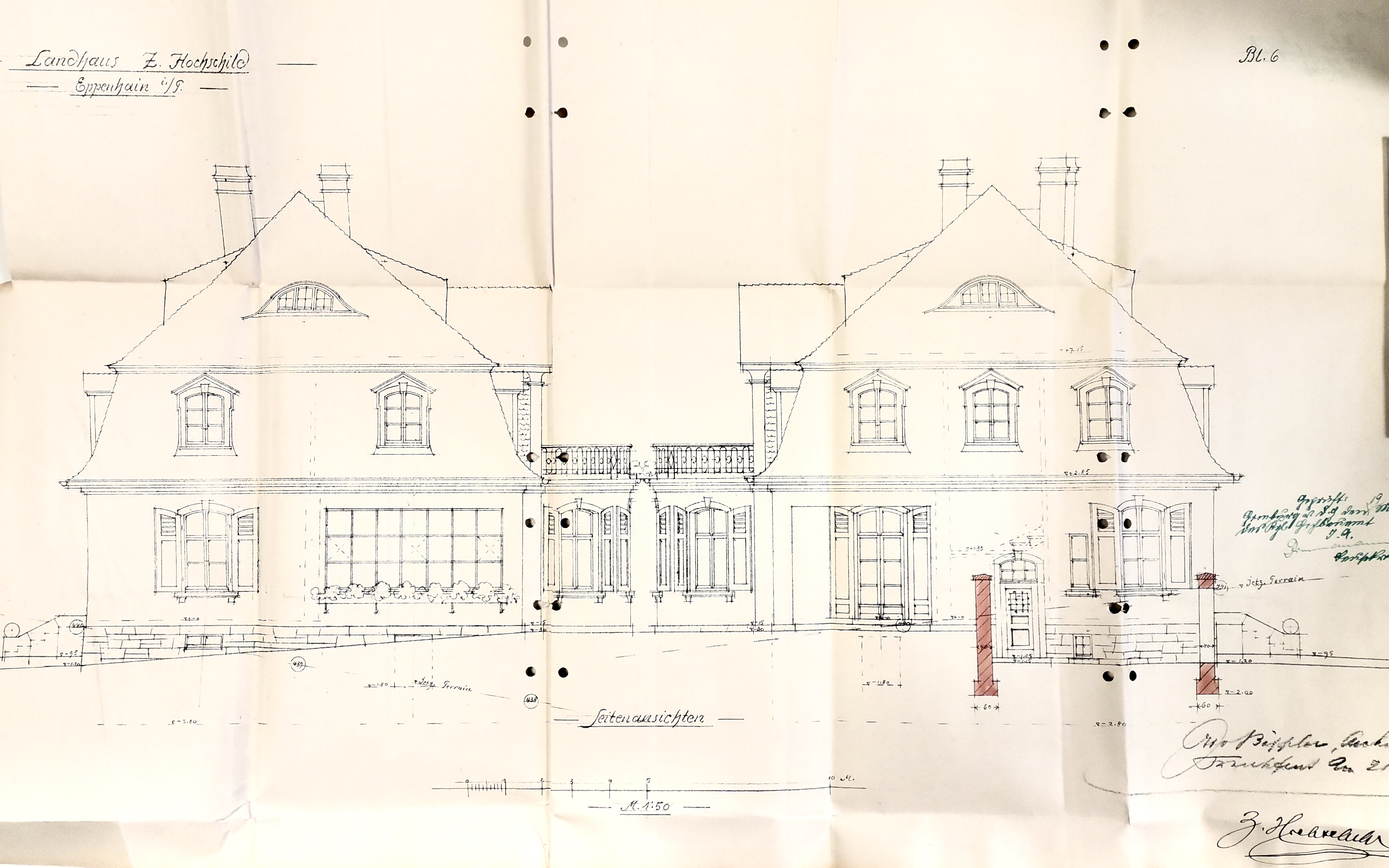
Seitenansichten mit je einer Loggia (nördliche und südliche Ansicht)
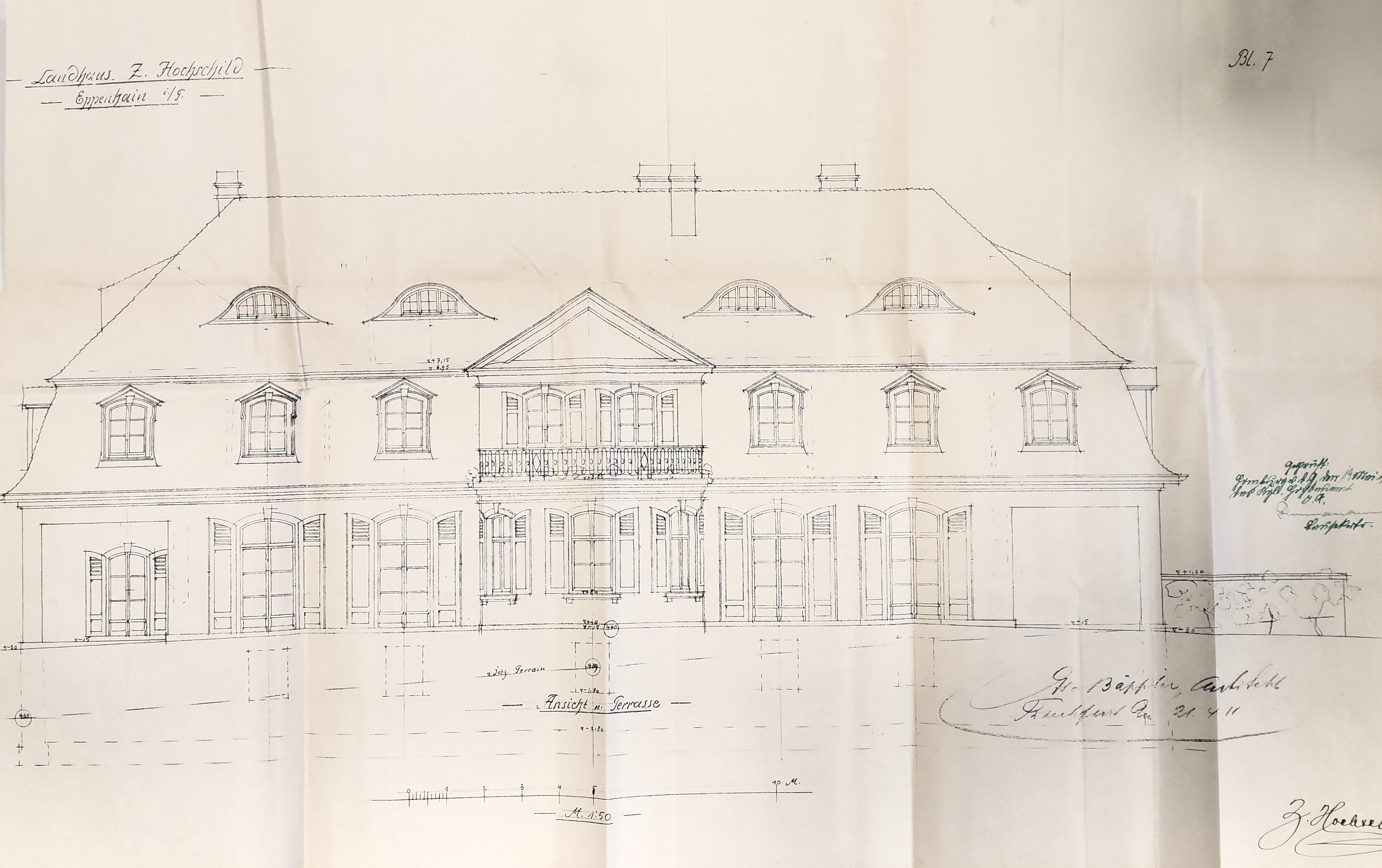
Terrassenseite m. Zwerchhaus, vorgesetztem halbrunden Anbau u. zwei Loggien
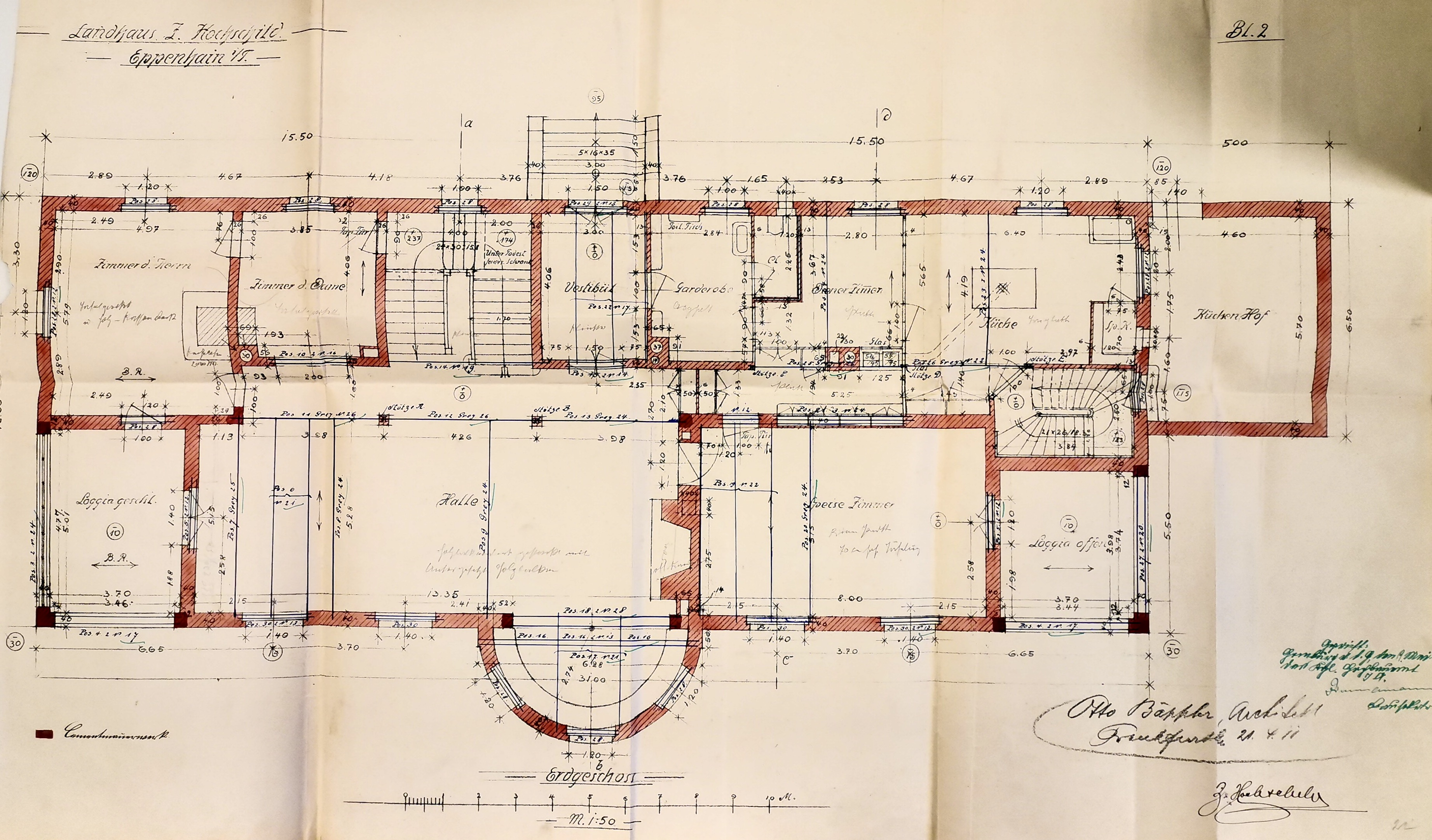
Grundriss im Erdgeschoss des Landhauses
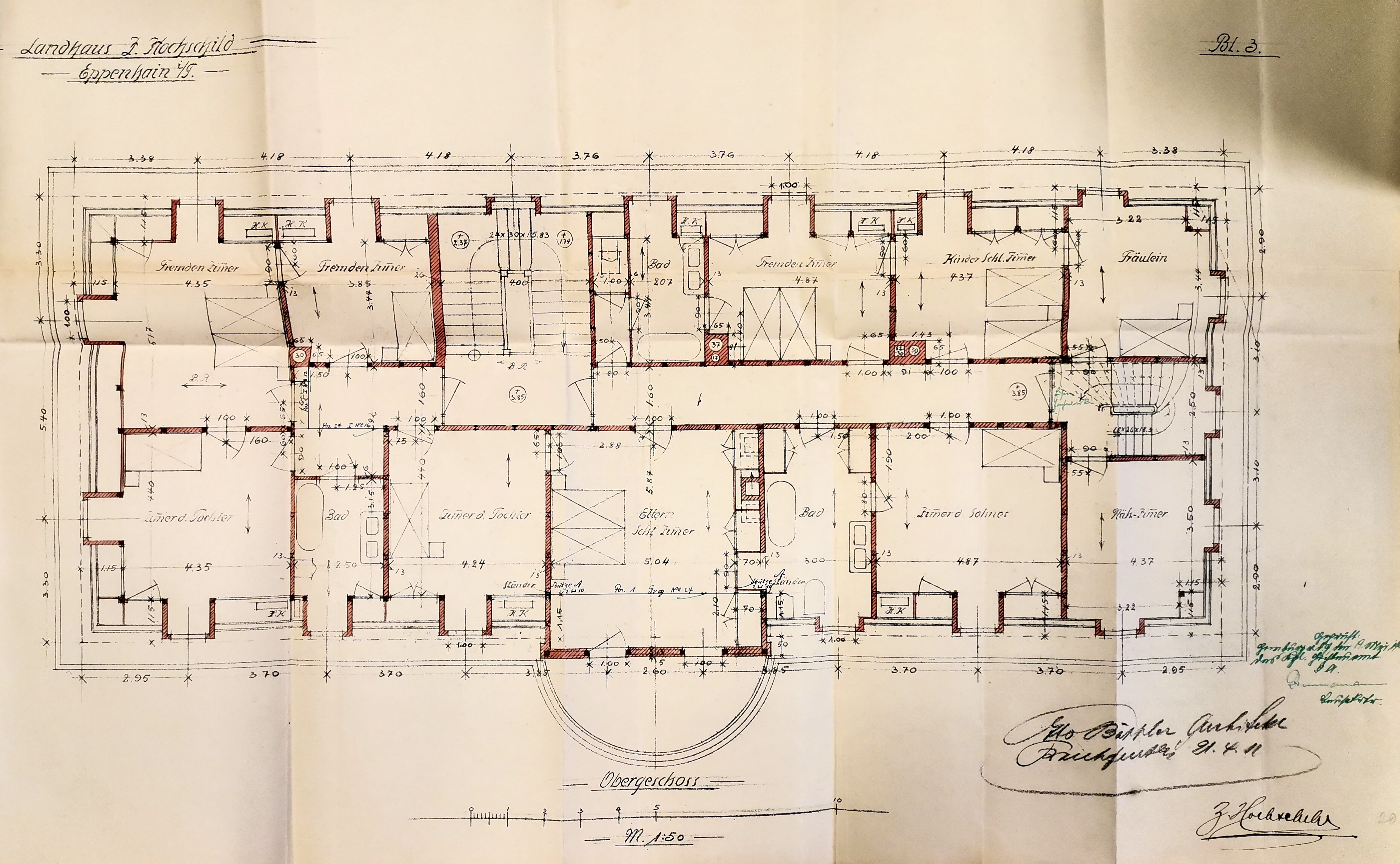
Grundriss im Obergeschoss des Landhauses

Das Landhaus Die Höhe des Zachary Hochschild, erst in jüngerer Zeit als Villa Hochschild bezeichnet, wurde voll unterkellert. Unter den teils großen Kellerräumen befanden sich ein Heizungskeller, eine Koksbevorratung, unterhalb der Küche am Dienstboten-Treppenhaus aber auch ein Badezimmer mit separatem WC für Hausangestellte.
Jeweils zwei zur Linken und zur Rechten neben dem Eingangsportal positionierte Fenster wurden zu etwa zwei Dritteln mit bauchartig gewölbten schmiedeeisernen Gittern versehen, die nicht als Einbruchsschutz, sondern als Zierde dienten. Diesen vier Fenstern fehlen daher Fensterläden.

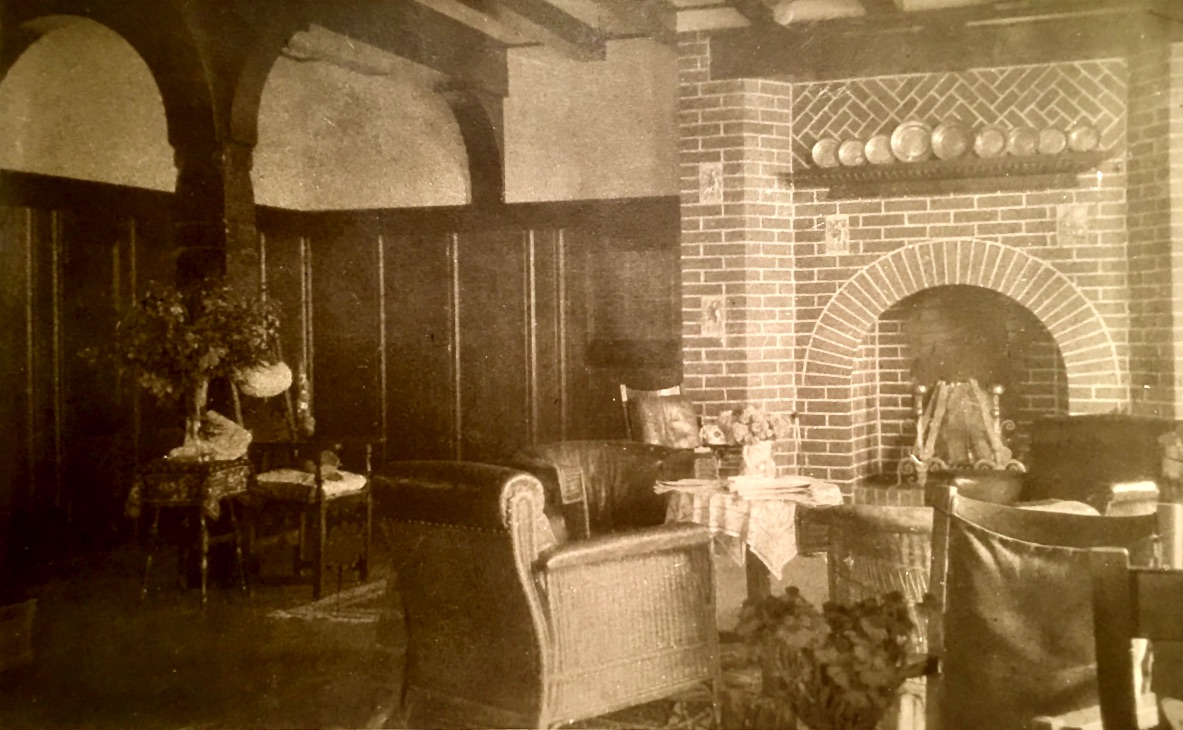
Teilansicht der großen Halle mit offenem Kamin im Erdgeschoss des Landhauses in Eppenhain (Taunus), 1920er Jahre

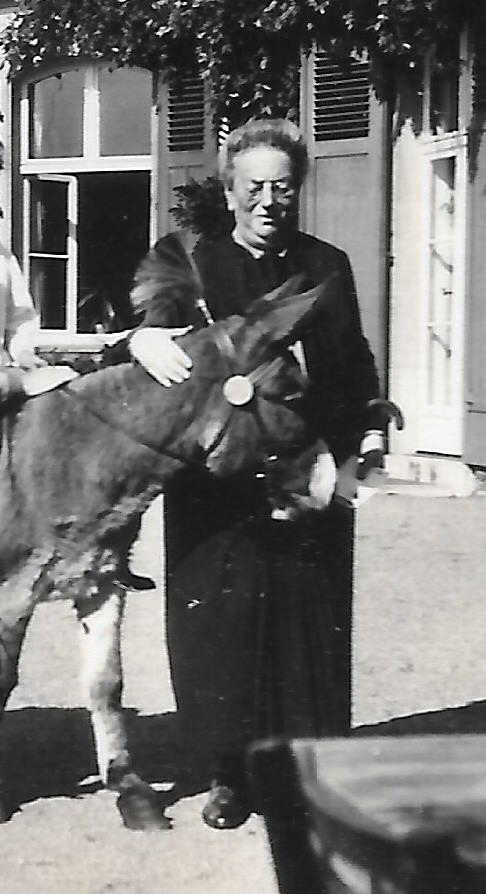
Die als Witwe dunkel gekleidete Frau Kommerzienrat Philippine Hochschild mit einem Maultier, auf dem eines ihrer zehn Enkelkinder sitzt, um 1928

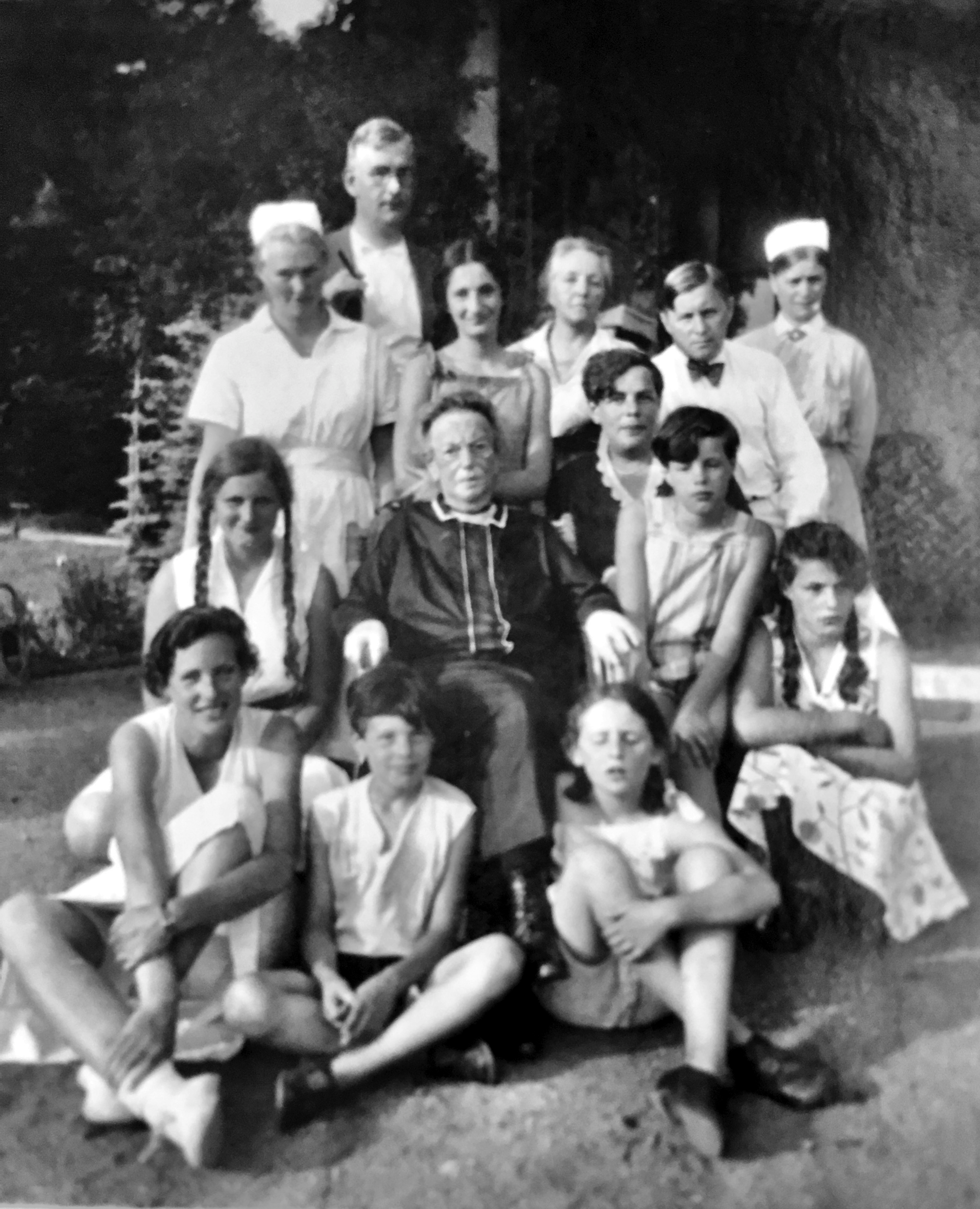
Philippine Hochschild (Mitte, sitzend), umrahmt von einem Teil des Hauspersonals, der jüngsten Tochter Anna Sara, ihrem Schwiegersohn Paul Reiner (hinten rechts) und ihren Enkeltöchtern aus den Familien Reiner (Juist) und von Monakow (Zürich); Schwiegersohn Paul von Monakow hinten links stehend, um 1930

Im Erdgeschoss betrat man das Landhaus durch das Eingangsportal in ein als Windfang fungierendes Vestibül, dem seitlich ein Garderobenraum mit Handwaschbecken sowie ein separates WC angegliedert war. Dieses kleine WC war im Erdgeschoss trotz der für viele Personen geplanten großen Halle und des Speisezimmers singulär. Vom Vestibül aus gelangte man in den langen Flur, von dem eine große Halle (Salon) mit halbrundem Anbau und offenem Kamin, das angrenzende Speisezimmer, das Zimmer des Herrn (Zachary Hochschild) mit großem Kachelofen, das Zimmer der Dame (Philippine Hochschild, geborene Ellinger) und ein herrschaftliches Treppenhaus zum Obergeschoss abgingen. Ein interessantes Feature war ein unterhalb des Treppenpodests eingebauter begehbarer feuersicherer Schrank, der vom Zimmer der Dame aus zugänglich war, neben dem eigenen Arbeitszimmer mit Schreibtisch ein Indikator dafür, dass der Ehefrau zu Lebzeiten ihres Mannes eine signifikante Rolle zukam.
Der Flur war zweifach durch Doppelflügeltüren vom Bereich der Hausangestellten abgetrennt, dahinter befanden sich das Dienerzimmer, eine große Küche mit mittig positioniertem Herd, eine in diese Küche integrierte separate Speisekammer und das Dienstboten-Treppenhaus (mit einer im Gegensatz zum herrschaftlichen Treppenhaus leicht gewendelten Treppe), das nahe der Küche zum Keller-, Ober- und Dachgeschoss führte. Zur südwestlich ausgerichteten Parkseite hin wurden an beiden Ecken des Baukörpers Loggien vorgesehen, die offene Loggia vom Speisezimmer aus begehbar, die geschlossene von der großen Halle (Salon) und dem Zimmer des Herrn aus zugänglich. Die beiden (Arbeits-)Zimmer der Dame und des Hausherrn befanden sich auf der kühleren, nach Nordosten zum Wald hin ausgerichteten Längsseite des Gebäudes.
In der großen Halle (Salon) des Landhauses stand ein Billardtisch; an einem großen runden Tisch wurden gern große Puzzles zusammengesetzt oder Karten gespielt. An den als sehr wohlschmeckend beschriebenen Mahlzeiten, die zumeist im Speisezimmer serviert wurden, nahmen oft rund 20 Personen teil, lt. Dorf- und Hausbuch der Gemeinde Eppenhain häufig bis zu 40 Gäste, so dass die Küche ausgelastet bzw. die Hausangestellten gut beschäftigt waren. An den Samstagen fuhr regelmäßig ein Fahrzeug vor, das mit großen begrünten und blühenden Zweigen beladen war, mit denen die Gärtner eine Vielzahl großer Bodenvasen arrangierten, während die übrigen Vasen auf den Tischen mit Frischblumen bestückt wurden.
Über das herrschaftliche Treppenhaus neben dem Vestibül gelangte man ins Obergeschoss, das entlang der Längsachse des Baukörpers in Trakte gegliedert war. Dort befand sich das Elternschlafzimmer mit dem durch ein schmiedeeisernes Geländer gesicherten Söller als Balkon, und das Zimmer des Sohnes Philipp Hochschild (geboren am 29. Dezember 1883 in Frankfurt am Main; gestorben am 17. März 1946 in Hampstead, Middlesex, England). Zwischen dem Elternschlafzimmer und dem Zimmer des Sohnes lag ein geräumiges Bad mit Doppelwaschtisch, WC und Bidet. Vom Elternschlafzimmer aus gab es eine Verbindungstür zu einem der beiden Zimmer der Töchter. Zwischen den Zimmern der Töchter befand sich ein weiteres Badezimmer mit Doppelwaschtisch und WC. Dieses Badezimmer mit WC wurde höchstwahrscheinlich von den temporären Bewohnern der gegenüberliegenden Fremdenzimmer mitbenutzt, die sicherlich auch ein weiteres separates WC auf der Etage nutzten, das den Fremdenzimmern zugeordnet war. Während alle Wohnräume der Hochschilds zur Parkseite des Gebäudes hin orientiert waren, blieb die Seite in Richtung des Waldes den Fremdenzimmern vorbehalten, von denen es dort drei unterschiedlicher Größe gab, eines davon mit direkt angrenzendem Badezimmer, das mit einem Doppelwaschtisch und einem separaten WC nebst Vorraum gut ausgestattet war. Dieses Fremdenzimmer war augenscheinlich für Familien gedacht, denn es war über eine Zwischentür direkt mit einem Kinder-Schlafzimmer verbunden. Der Bereich für das Hauspersonal lag südlich am Dienstboten-Treppenhaus; der Bauplan dokumentiert im Obergeschoss ein Fräulein-Zimmer („Kinderfräulein“ bzw. Gouvernante) sowie ein gegenüber liegendes Nähzimmer.
Es fällt auf, dass zum Zeitpunkt der Planung des Landhauses im Jahr 1911 nur drei statt vier Hochschild-Kinder räumlich berücksichtigt wurden. Dies dürfte durch die bereits 1903 erfolgte Eheschließung der ältesten Tochter Henriette „Henni“ Hochschild (geboren am 13. Mai 1882 in Frankfurt am Main; gestorben am 9. Mai 1965 in Königstein im Taunus) mit dem als nicht standesgemäß erachteten Kaufmann Carl Rudolf Euler (* 19. Oktober 1875 in Frankfurt am Main; † 2. März 1964 in Königstein im Taunus) zu erklären sein. Die zweite Tochter Alice Gustine Hochschild heiratete dann 1912 den Mediziner Paul von Monakow, die jüngste Tochter Anna Sara Hochschild im Jahr 1916 den promovierten Chemiker und Lehrer Paul Reiner, der zu dieser Zeit jedoch als Unteroffizier an der Westfront diente.
Im Dachgeschoss gab es einen langen Flur, von dem vier Dachkammern und der Dachboden abgingen, alle über Fledermausgauben mit Tageslicht erhellt. Von einer der Dachkammern ging ein kleiner Raum ab, der nicht über ein Fenster verfügte.
Neben den Töchtern und dem Sohn des Bauherrn zählten deren Partner und Kinder zu den regelmäßigen Besuchern bzw. Gästen des Anwesens. Insgesamt kamen zehn Enkelinnen und Enkel des Bauherrn und dessen Witwe Philippine (geboren am 7. Juli 1859 in Frankfurt am Main; gestorben am 28. Dezember 1931 ebenda), geborene Ellinger, regelmäßig zu Besuch, aus dem nahegelegenen Frankfurt am Main, aus Zürich, von 1919/20 bis 1924/25 aus dem thüringischen Wickersdorf, ab 1925 von der ostfriesischen Insel Juist, darüber hinaus die weitere Verwandtschaft, z. B. seitens der Ehepartner der Kinder des Zachary und der Philippine Hochschild. Familiärer Überlieferung zufolge war unmittelbar vor dem Tod ihrer Großmutter Philippine auch deren elftes Enkelkind Karin Reiner (* 24. August 1931) als Baby im Landhaus zu Besuch.

### Gutshof

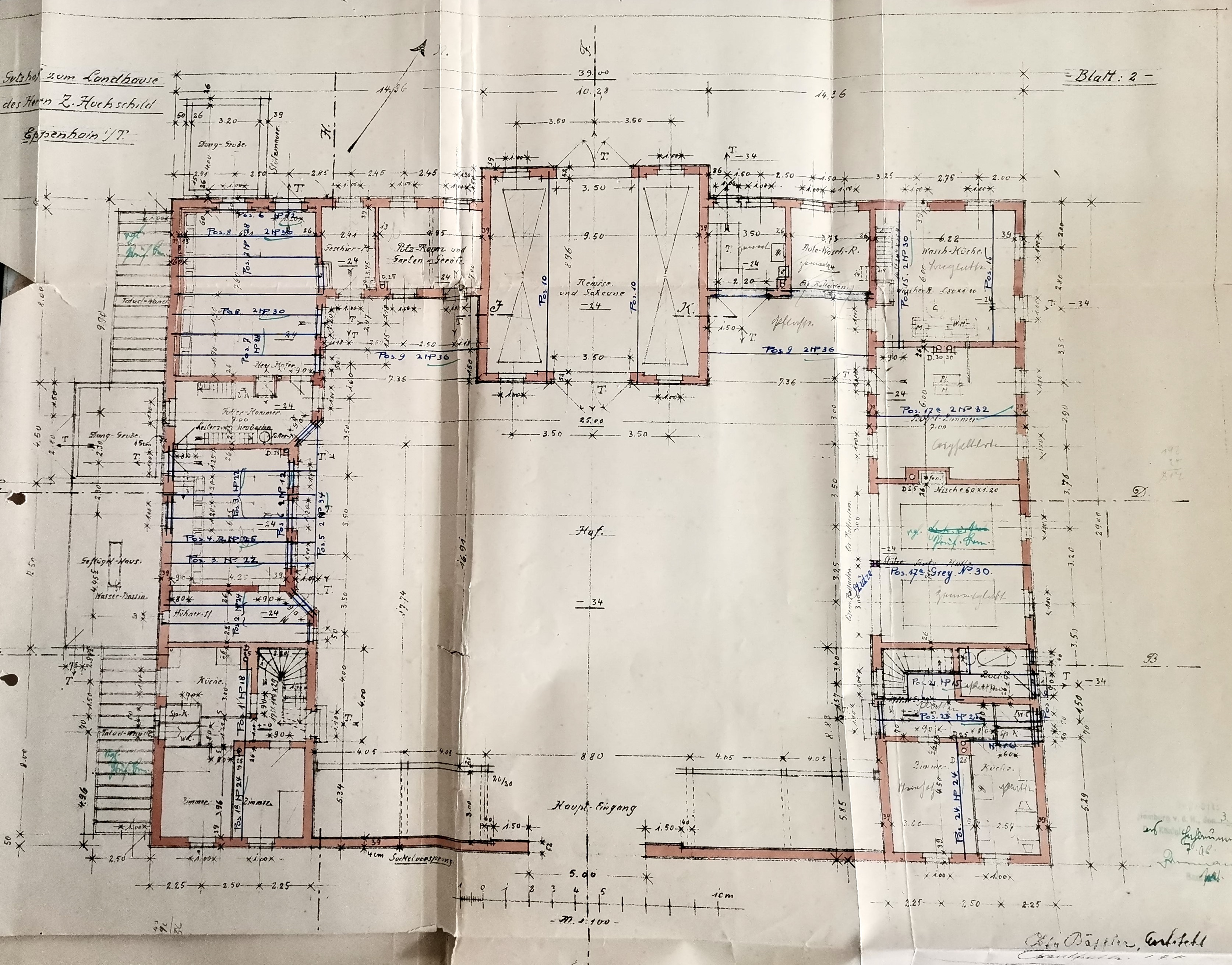
Grundriss des Gutshof-Erdgeschosses, 1911

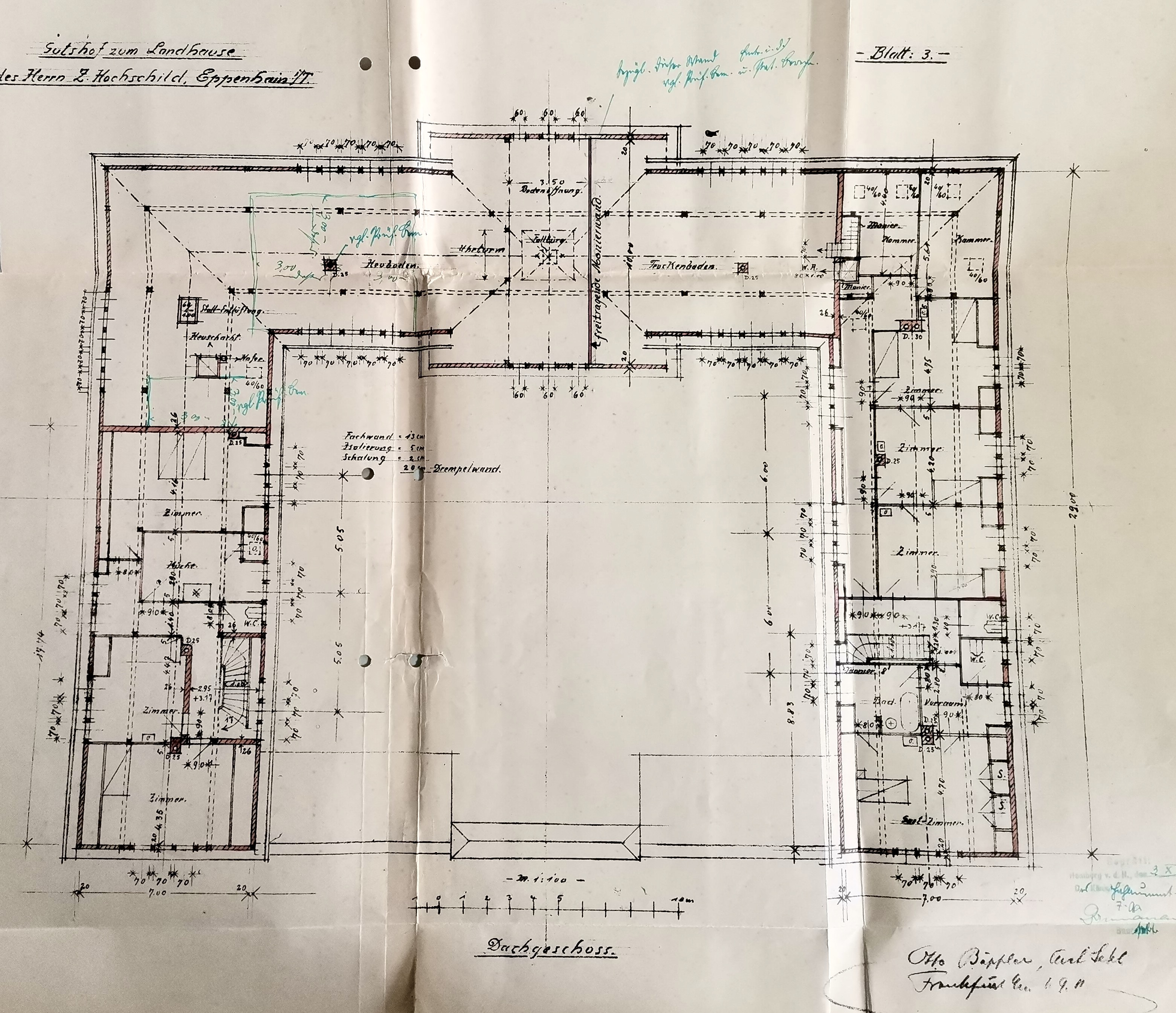
Grundriss des Gutshof-Obergeschosses, 1911

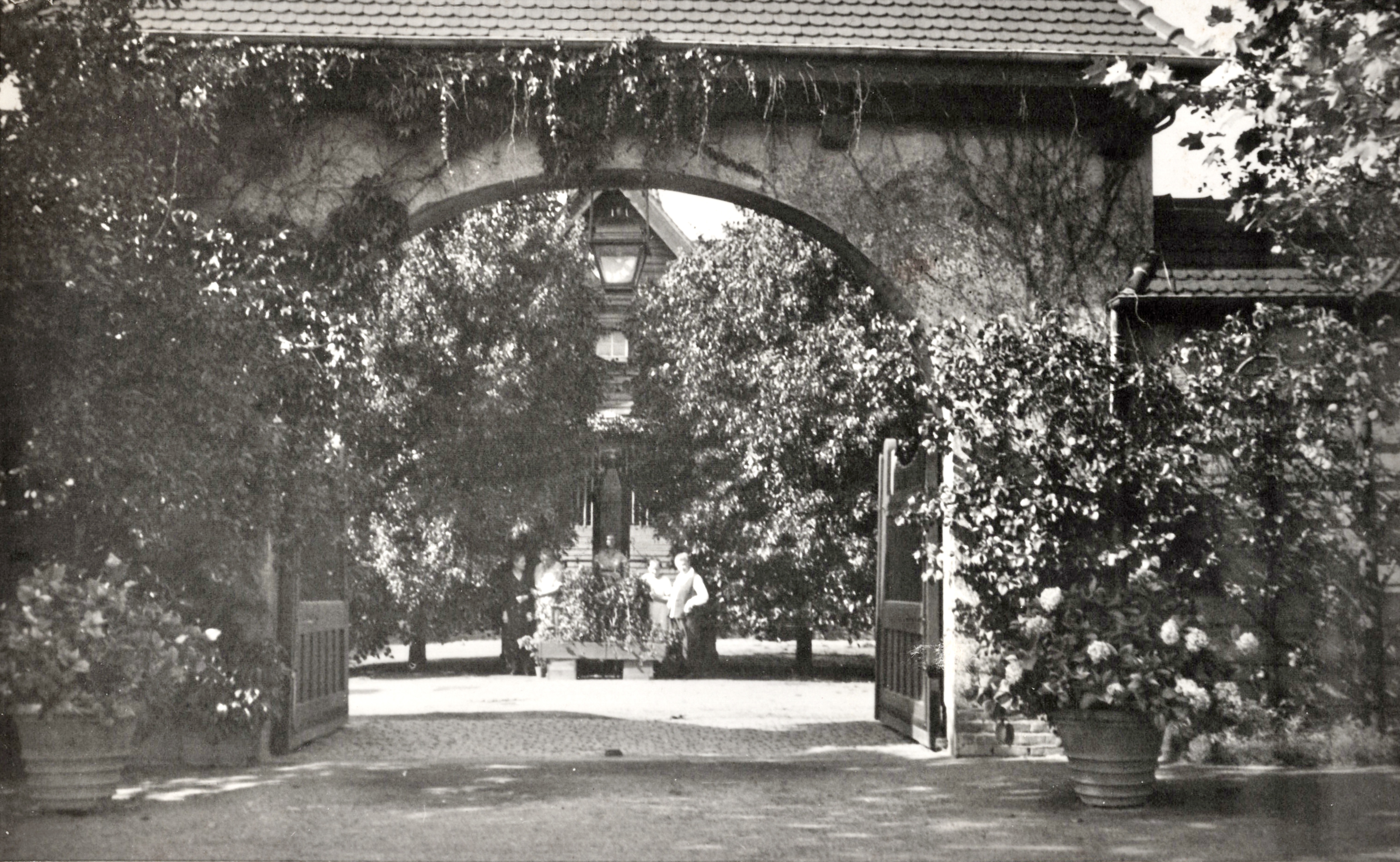
Eingangsportal des Gutshofes zum Innenhof mit Brunnen, um 1928

Auf dem Areal entstanden ab 1911/12 ein unterkellerter vierflügeliger Gutshof, ein Eishaus als gekühlter Vorratsraum, ein Aussichtstempel, eine überdachte Ziehbrunnenanlage, ein Gewächshaus, eine Kegelbahn in einem separaten, nordöstlich nahe dem Landhaus gelegenen kleinen Gebäude, ein Tennisplatz und ein kleines Schwimmbecken, in dem Enkel des Bauherrn das Schwimmen erlernten. Turngeräte und eine Schaukel wurden vermutlich um die Mitte der 1920er Jahre aufgestellt. Ein Rosarium wurde angelegt, Erdbeeren, Himbeeren, Johannis- und Stachelbeeren, Pfirsiche an Spalieren angepflanzt, Pflaumen- und Apfelbäume gehegt sowie Tomaten gezogen.
Der Bauplan des Gutshofes verzeichnet u. a. eine Remise und Scheune, zwei Küchen, eine Speisekammer, eine Waschküche, einen separaten Waschraum, ein Bügelzimmer, einen Raum für Reinigungs- und Gartengeräte, diverse Kellerräume zur Bevorratung mit Kohle, Kartoffeln, Rüben und Milch sowie ein Geflügelhaus mit Wasserbassin, eine Futterkammer mit Heu und Hafer sowie eine Dunggrube, im Dachgeschoss mehrere Zimmer für Hausangestellte, eine Küche, Kammern, Heu- und Trockenboden, Fremdenzimmer mit angrenzendem Bad und separaten WCs sowie einen zentral auf das Dach gesetzten Uhrturm.
Dem Dorf- und Hausbuch der Gemeinde ist zu entnehmen, dass Wohnungen für den Obergärtner und das sonstige Hauspersonal eingerichtet wurden, aber auch zehn Fremdenzimmer für Gäste. Der Obergärtner namens Haindl habe 3 Gärtner als Gehilfen gehabt, sei jedoch 1926 mit dem Motorrad tödlich verunglückt. Neben den bis zu vier Gärtnern seien ein Kutscher bzw. Chauffeur, eine Köchin mit drei Küchenmädchen, Näherinnen und Wäscherinnen beschäftigt worden, zeitweise wohl auch ein Fräulein („Kinderfräulein“ bzw. Gouvernante). In der Remise waren die Kutschen untergestellt; die Ställe beherbergten Esel, Mulis, Schweine, Kühe, Gänse und Hühner. In der Mitte des Gutshofs stand ein Brunnen, der mit seiner Frauenskulptur von zwei Lindenbäumen flankiert und überschattet war.
Ein zeitweise in einem Zwinger untergebrachter, scharf abgerichteter Deutscher Schäferhund, vor dem die Kinder großen Respekt hatten, bewachte das Anwesen. Insgesamt wurde das Areal im Sommer von den zahlreichen Enkeln im Kindes- und Jugendalter dominiert, die zudem ihre etwa gleichaltrigen Freundeskreise einladen durften.
Nach dem Tod der Witwe des Bauherrn, Philippine Hochschild, geborene Ellinger, sei das Anwesen während der Jahre 1932 bis 1938 ungenutzt geblieben. Für die jüngste Tochter des Bauherrn, Anna Sara Reiner, geborene Hochschild, ist überliefert, dass sie und deren vier Töchter, im Jahr 1933 von Juister Nationalsozialisten vertrieben, zusammen mit der Bibliothek Paul Reiners in die Schweiz umsiedelten.

### „Arisierung“
Nach der Machtabtretung an die Nationalsozialisten begann die systematische Aneignung von Immobilienbesitz jüdischer Eigentümer, die sogenannte „Arisierung“ oder „Entjudung“. 1938 verkauften die Hochschild-Erben das Landhaus inklusive seiner Einrichtung zusammen mit dem Gutshof und dem Grundstück an die hochgradig interessierte Stadt Frankfurt am Main. Der Kaufpreis betrug lediglich 110.000 Reichsmark für 59.473 bebaute Quadratmeter. Er lag damit weit unter dem tatsächlichen Wert der Immobilie (u. a. hatte die Goldmark vor 1914 eine erheblich höhere Kaufkraft als die spätere Reichsmark). Für den Erwerb hatte sich Oberbürgermeister Friedrich Krebs (NSDAP) in einer Vorlage an die Gemeinderäte Eppenhains vom 22. Juli 1938 starkgemacht; der hauptamtliche Frankfurter Stadtrat Bruno Müller (1889–1968) jubilierte angesichts der Lage des Anwesens und der Ausstattung des Hofguts und des Obstgartens. Sein Chef konstatierte:

„Ich habe mich sehr gefreut, dass es gelungen ist, das in der Gemarkung Eppenhain gelegene Landgut der Erben Hochschild in unsere Hände zu bekommen.“

Die Stadt verpachtete das Anwesen an die NSDAP, die ihr Interesse bekundet hatte, um für die SA eine „SA-Führerschule“ (zeitgenössisch auch als „SA-Gruppenschule“ bezeichnet) einzurichten. Diese wurde der SA-Gruppe Hessen unterstellt, die wiederum der SA-Obergruppe V Frankfurt a. M. untergeordnet war. Allerdings habe die SA das Anwesen bereits zu Beginn des Zweiten Weltkrieges nicht weiter benutzt; ihre Führerschule war obsolet geworden, der Einsatz der Männer an der Front hatte Vorrang.

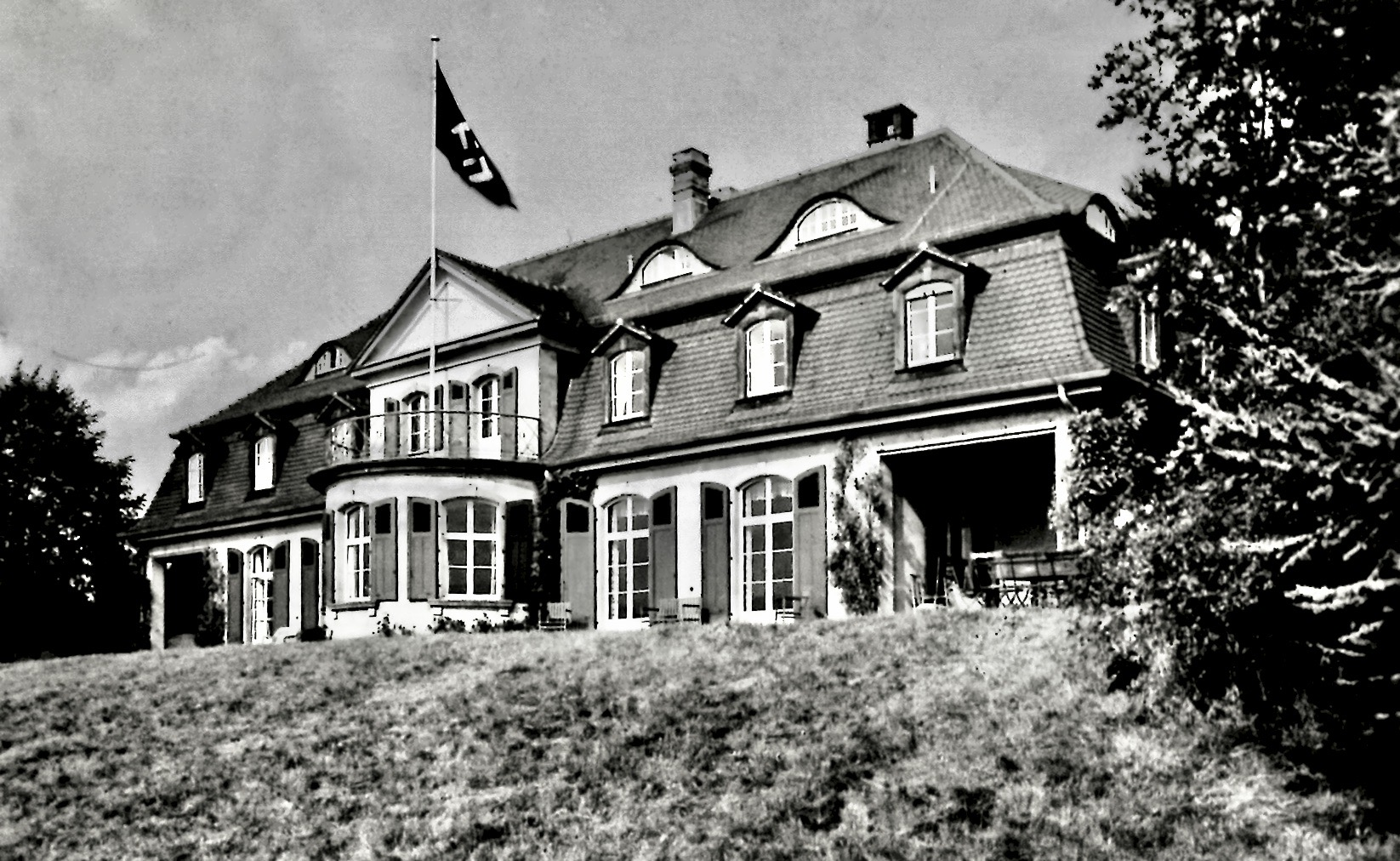
SA-„Führerschule“ Eppenhain, Ansicht der Parkseite, 1938/39
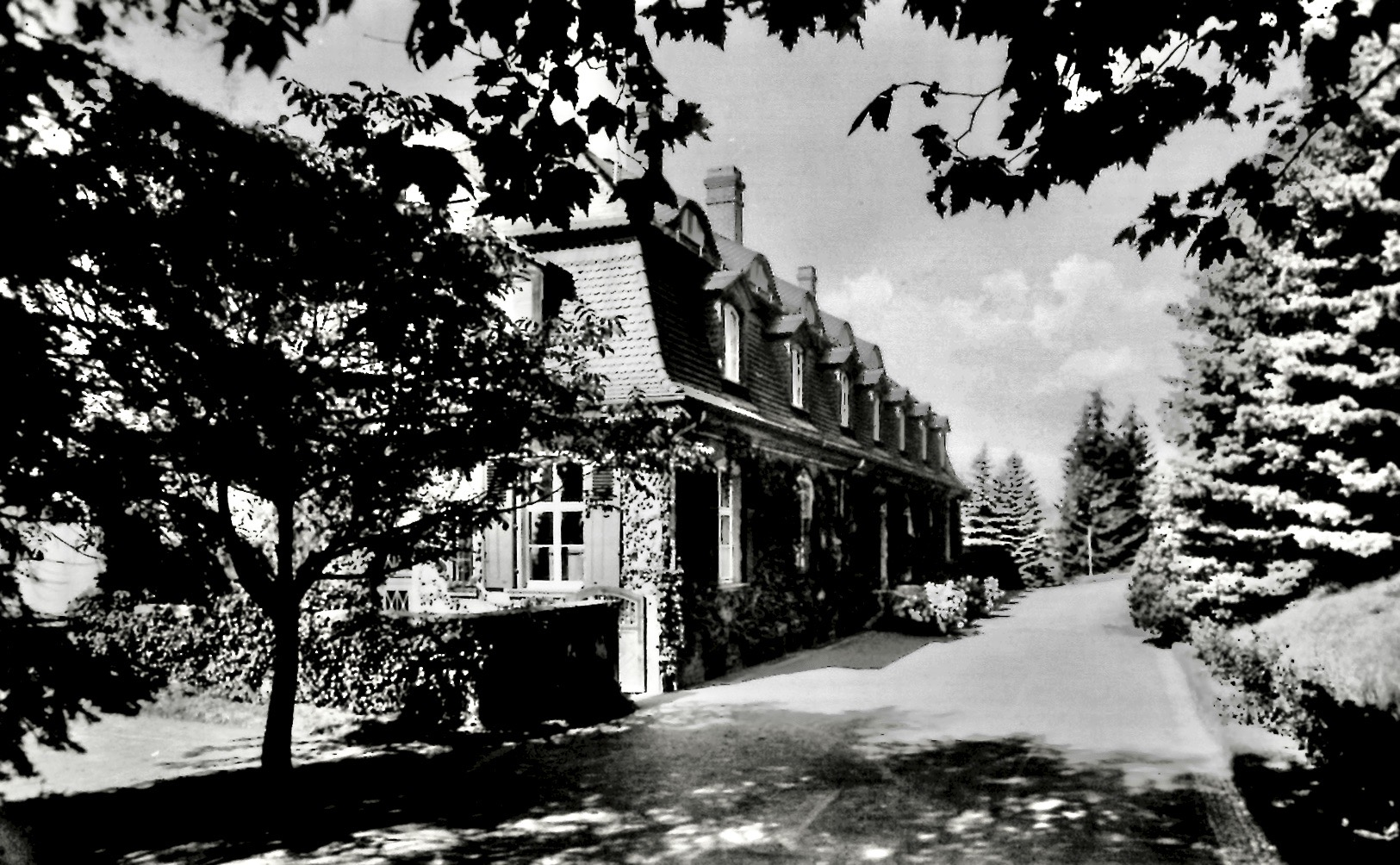
SA-„Führerschule“ Eppenhain, Waldseite mit Eingangsportal/Zufahrt, 1938/39
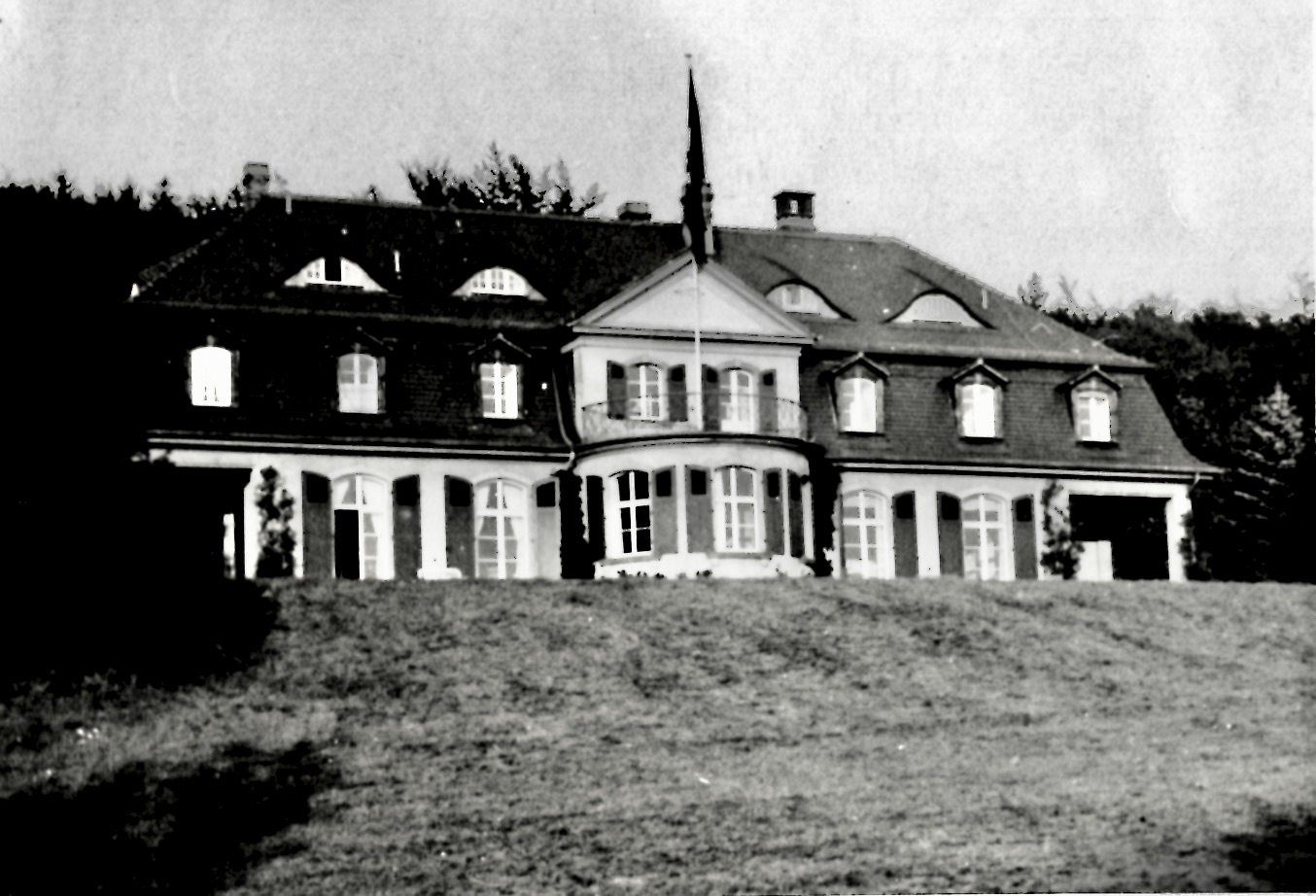
SA-„Führerschule“ Eppenhain, Ansicht von der Parkseite, 1938/39

### Nachkriegszeit bis heute
Direkt nach dem Zweiten Weltkrieg und noch im Jahr 1945 fand das Anwesen als Erholungsheim des Hospitals Zum Heiligen Geist der Stadt Frankfurt am Main für zunächst rund 60 Kinder zwischen 1 und 6 Jahren Verwendung, nach einem mit rund 500.000 DM bezifferten Umbau in der ersten Hälfte der 1950er Jahre schließlich für rund 100 Kinder ab 1956. Im Gutshaus wurden ab 1952 Wohnungen eingerichtet und vermietet. Heute dient das Landhaus Die Höhe als Therapieeinrichtung für junge Suchtkranke.
Ein Teil des Nachlasses der Familien Hochschild und Reiner ist bis heute erhalten.

## Unterlagen
Dem Landesamt für Denkmalpflege Hessen zufolge sind in dessen Foto- und Planarchiv weder Katasterpläne, Baupläne bzw. Grundrisse noch historische Fotos oder andere historische Dokumente zur Villa Hochschild mit Parkanlage und Nebengebäuden in Eppenhain (Taunus) erhalten. Bauakten und Dokumente zur Baugeschichte zur Villa Hochschild finden sich heute im Stadtarchiv Kelkheim (Bestand Eppenhain), zu einem geringen Teil auch im Institut für Stadtgeschichte in Frankfurt am Main.